# Bowling for Soup (album)
Bowling for Soup je úplně prvním albem stejnojmenné pop-punkové kapely Bowling for Soup. Album bylo nahráno v C&L Studios v létě roku 1994. Vydáno bylo následující září. Vydání bylo limitováno na 3000 kopií.

## Seznam skladeb
| Pořadí         | Název           | Délka   |
| -------------- | --------------- | ------- |
| 1.             | Thirteen        | 3:08    |
| 2.             | Shark           | 2:50    |
| 3.             | Crayon          | 3:13    |
| 4.             | Swim            | 3:31    |
| 5.             | Nebraska        | 3.39    |
| 6.             | Sandwich        | 3:47    |
| 7.             | Sofa            | 2:57    |
| 8.             | Pesticide       | 2:40    |
| 9.             | Slurpee         | 3:08    |
| 10.            | Hit             | 4:26    |
| 11.            | Psycho          | 3:59    |
| 12.            | Monopoly        | 2:16    |
| 13.            | London          | 6:20    |
| 14.            | Brooklyn Bridge | 1:35    |
| 15.            | Oliver          | 3:25    |
| Celková délka: | Celková délka:  | 1:03:20 |

### Video pro Thirteen
Video ke skladbě s názvem "Thirteen" ukazuje kapelu hrající na různých místech. Erik Chandler a Jaret Reddick měli dlouhé vlasy a Chris Burney měl vlasy.

## Osoby

### Bowling for Soup
- Chris Burney - kytara, doprovodné vokály
- Erik Chandler -basová kytara, doprovodné vokály
- Lance Morril -bicí, doprovodné vokály
- Jaret Reddick -zpěv, kytara

### Ostatní
- Vyrobeno Jamesem Chavezem a Bowling for Soup
- Smixováno Jamesem Chavezem a Bowling for Soup
- Nahráno v Outback Studios, Wichita Falls
- Fotografie - Wayne Wagner a Cody Garcia
- Výroba - Disc Makers, New Jersey, USA